# Pascal Martinot-Lagarde
Pascal Martinot-Lagarde (ur. 22 września 1991 w Saint-Maur-des-Fossés) – francuski lekkoatleta specjalizujący się w biegach przez płotki.
Czwarty zawodnik mistrzostw Europy juniorów w Nowym Sadzie (2009). W lipcu 2010 sięgnął w Moncton po złoty medal mistrzostw świata juniorów. W 2012 roku zdobył brązowy medal podczas halowych mistrzostw świata. Rok później zdobył brązowy medal halowych mistrzostw Europy w Göteborgu w biegu na 60 m przez płotki. Rok później został halowym wicemistrzem świata oraz sięgnął po brąz mistrzostw Europy. W 2015 zajął 4. miejsce na mistrzostwach świata, zaś 2 lata później zdobył srebrny medal podczas rozgrywanych w Belgradzie halowych mistrzostwach Europy. W 2019 sięgnął po brąz mistrzostw świata w Dosze.
Stawał na podium mistrzostw Francji w różnych kategoriach wiekowych.
Jego starszy brat, Thomas także jest płotkarzem.

## Osiągnięcia
| Rok  | Impreza                                 | Miejsce        | Konkurencja                | Lokata     | Wynik  |
| ---- | --------------------------------------- | -------------- | -------------------------- | ---------- | ------ |
| 2009 | Mistrzostwa Europy juniorów             | Nowy Sad       | bieg na 110 m przez płotki | 4. miejsce | 13,45  |
| 2010 | Mistrzostwa świata juniorów             | Moncton        | bieg na 110 m przez płotki | 1. miejsce | 13,52  |
| 2012 | Halowe mistrzostwa świata               | Stambuł        | bieg na 60 m przez płotki  | 3. miejsce | 7,53   |
| 2013 | Halowe mistrzostwa Europy               | Göteborg       | bieg na 60 m przez płotki  | 3. miejsce | 7,53   |
| 2013 | Superliga drużynowych mistrzostw Europy | Gateshead      | bieg na 110 m przez płotki | 2. miejsce | 13,28w |
| 2013 | Mistrzostwa świata                      | Moskwa         | bieg na 110 m przez płotki | eliminacje | 13,63  |
| 2014 | Halowe mistrzostwa świata               | Sopot          | bieg na 60 m przez płotki  | 2. miejsce | 7,46   |
| 2014 | Mistrzostwa Europy                      | Zurych         | bieg na 110 m przez płotki | 3. miejsce | 13,29  |
| 2015 | Halowe mistrzostwa Europy               | Praga          | bieg na 60 m przez płotki  | 1. miejsce | 7,49   |
| 2015 | Superliga drużynowych mistrzostw Europy | Czeboksary     | bieg na 110 m przez płotki | 2. miejsce | 13,42  |
| 2015 | Mistrzostwa świata                      | Pekin          | bieg na 110 m przez płotki | 4. miejsce | 13,17  |
| 2016 | Halowe mistrzostwa świata               | Portland       | bieg na 60 m przez płotki  | 2. miejsce | 7,46   |
| 2016 | Igrzyska olimpijskie                    | Rio de Janeiro | bieg na 110 m przez płotki | 4. miejsce | 13,29  |
| 2017 | Halowe mistrzostwa Europy               | Belgrad        | bieg na 60 m przez płotki  | 2. miejsce | 7,52   |
| 2018 | Halowe mistrzostwa świata               | Birmingham     | bieg na 60 m przez płotki  | 5. miejsce | 7,68   |
| 2018 | Mistrzostwa Europy                      | Berlin         | bieg na 110 m przez płotki | 1. miejsce | 13,17  |
| 2018 | Puchar interkontynentalny               | Ostrawa        | bieg na 110 m przez płotki | 3. miejsce | 13,31  |
| 2019 | Halowe mistrzostwa Europy               | Glasgow        | bieg na 60 m przez płotki  | 2. miejsce | 7,61   |
| 2019 | Mistrzostwa świata                      | Doha           | bieg na 110 m przez płotki | 3. miejsce | 13,18  |
| 2021 | Igrzyska olimpijskie                    | Tokio          | bieg na 110 m przez płotki | 5. miejsce | 13,16  |
| 2022 | Halowe mistrzostwa świata               | Belgrad        | bieg na 60 m przez płotki  | 2. miejsce | 7,50   |
| 2022 | Mistrzostwa świata                      | Eugene         | bieg na 110 m przez płotki | półfinał   | 13,40  |
| 2022 | Mistrzostwa Europy                      | Monachium      | bieg na 110 m przez płotki | 2. miejsce | 13,14  |
| 2023 | Halowe mistrzostwa Europy               | Stambuł        | bieg na 60 m przez płotki  | eliminacje | 7,79   |
| 2023 | Superliga drużynowych mistrzostw Europy | Chorzów        | bieg na 110 m przez płotki | 4. miejsce | 13,58  |
| 2025 | Halowe mistrzostwa świata               | Nankin         | bieg na 60 m przez płotki  | półfinał   | 7,69   |

## Rekordy życiowe
- Bieg na 110 metrów przez płotki – 12,95 (2014) rekord Francji
- Bieg na 60 metrów przez płotki – 7,45 (2014)